# Open GDF Suez 2010
L'Open GDF Suez 2010 è stato un torneo di tennis giocato sul cemento indoor. 
È stata la 18ª edizione dell'Open GDF Suez (formalmente conosciuto come Open Gaz de France) 
che fa parte della categoria Premier nell'ambito del WTA Tour 2010. 
Si è giocato allo Stade Pierre de Coubertin di Parigi in Francia dall'8 al 14 febbraio 2010.

## Partecipanti

### Teste di serie
| Giocatrice | Nazionalità         | Ranking* | Testa di serie |
| ---------- | ------------------- | -------- | -------------- |
| Russia     | Elena Dement'eva    | 7        | 1              |
| Italia     | Flavia Pennetta     | 12       | 2              |
| Belgio     | Yanina Wickmayer    | 15       | 3              |
| Italia     | Francesca Schiavone | 18       | 4              |
| Francia    | Aravane Rezaï       | 21       | 5              |
| Israele    | Shahar Peer         | 22       | 6              |
| Francia    | Virginie Razzano    | 24       | 7              |
| Russia     | Elena Vesnina       | 29       | 8              |

- Ranking al 1º febbraio 2010.

### Altre partecipanti
Giocatrici che hanno ricevuto una Wild card:
- Julie Coin
- Petra Martić
- Flavia Pennetta

Giocatrici passate dalle qualificazioni:
- Vesna Manasieva
- Ioana Raluca Olaru
- Evgenija Rodina
- Karolina Šprem

## Campionesse

### Singolare
Elena Dement'eva ha battuto in finale  Lucie Šafářová 6(5)–7, 6–1, 6–4.

### Doppio
Iveta Benešová /  Barbora Záhlavová-Strýcová hanno battuto in finale  Cara Black /  Liezel Huber, w/o